# Újjászületés légzésterápia
Az újjászületés légzésterápia egy légzési technika, amely segítségével lehetségessé válhat elnyomott érzelmek felszabadítása és meggyógyítása, mint a harag, félelem, szomorúság, stb. Azonos nézőpontot oszt meg egy „újjászületés” néven ismert  más terápiával, miszerint a születés egy traumatikus esemény, amelynek az újbóli átélése, visszanézése gyógyító hatású lehet. Az újjászületés légzésterápia során alkalmazott technika különbözik az „újjászületés” terápia által használt technikától. Az újjászületés légzésterápia továbbá azt állítja, hogy az elnyomott érzelmek felszabadíthatóak, attól függetlenül, hogy mikor kerültek elnyomásra.

## Történelme
Az újjászületés légzésterápia Leonard Orr munkásságából nőtte ki magát. Az újjászületés szót Orr és munkatársai használták először, így leírván a technikát és Orr és Sondra Ray Újjászületés az újkorban című könyvének témáját. Amikor Orr először elkezdett kísérleteket végrehajtani ezzel a légzési technikával, emlékek idéződtek az elméjében, amelyeket saját születésének emlékeként értelmezett. Úgy hitte, hogy születésének újbóli átélése folyamatos légzéssel kísérve, segítségül szolgál saját születési traumájának feldolgozásában. Annak ellenére, hogy  az időben nem volt tisztában a Kriya jóga és a pránájáma gyakorlataival, Orr tovább fejlesztette az újjászületési folyamatot 1962 és 1974 között. Arra a megállapításra jutott, hogy légzőgyakorlatok módosításával javulás lép fel az egészség, mentális tisztaság  és az érzelmi jólét terén.
Az újjászületés  fejlődése, mint terápiás modalitás saját jogán indult 1974-ben. Ettől az időponttól kezdve tovább fejlődött. Társkutatókkal kísérve a terápiát Orr egy olyan rendszerré finomította, amit egy terápiás ülés, de akár egy sor terápiás ülés keretében tanítható.
Indítványozók becslése szerint 1974 óta, több mint tíz millió személy elsajátította a folyamatot és több mint tízezer személy sikeresen elvégezte a szakemberré képzést. Az újjászületés légzésterápia jelenleg a legnépszerűbb kezelési alternatíva Izraelben.
Orr újjászületés légzésterápián a fő légzési technika a folyamatos légzés, amely során a lélegző nem tart szünetet a be és kilégzés között. A szakértők szerint ez a légzés felelős az oxigén felhalmozódásáért a vérben és a prána, életenergia növeléséért.

## Hiedelmek és észlelések
Gyakori az a feltételezés, hogy az emberi születés traumatikus lehet, néhány orvos (és szülők/család) tudatlansága és hibás tájékozottsága következtében, mivel az emberek soha nem felejtik el a születésüket, csak elnyomják az emlékeket. Újjászületés légzésterápiát végrehajtó szakemberek szerint az agyi memória mellett, az emberek „sejtmemóriával” is rendelkeznek, amely a test szerveiben és sejtjeiben van eloszlatva.
Úgy vélik, hogy a szülés során ért trauma és a trauma sajátos jellege oly mély hatást gyakorol az ember pszichéjére, oly mélyen formálja a felfogást, élettapasztalatot, hogy szinte észrevehetetlen. Gyakornokok szerint lehetséges a szülés, terhesség és korai gyermekkor emlékeinek visszahívása és a kísérő érzelmek szabadon engedése, tudatos, folyamatos légzés segítségével. Ilyen szintű érzelem kibocsátás pozitív paradigmaváltást és az eddigi élet teljes átalakulását eredményezheti, amely a tudatalattinkra ható tapasztalatok megváltoztatásán alapszik.
A születés sejtszintű emlékezése mellett, szakemberek úgy vélik, hogy a születés traumatikus eseménye alatt az egyének alapvető, beszéd előtti és tudatalatti döntést hoznak arról, hogyan működik a világ, a saját világ. (Például, egy farfekvéssel született személynek, kialakulhatnak olyan meggyőződései, hogy bántalmazza az embereket vagy a nőket.) Úgy vélik, hogy ezek a meggyőződések tudattalanul működnek és ismétlődve lejátszódnak az ember élete során, amíg ezek a meggyőződések fel nem lesznek ismerve és megváltoztatva. Példának véve egy farfekvéssel született csecsemőt, akinek az lehet a meggyőződése, hogy „bántom a nőket”, felnőttként kerülheti az intim kapcsolatokat, vagy éli meggyőződésének megfelelő párkapcsolatok sorát, ahol a nőt valóban bántalmazza érzelmileg vagy fizikailag. A meggyőződés (néha, mint „személyes hazugságként” említve), szakemberek szerint könnyen kitapintható a tudatalattiban és megváltoztatható a probléma ellenkezőjének állításával, mint az egyén „örök igazságaként” említve.
Egy jelenlegi ága az újjászületés légzésterápiának Ausztráliában azt állítja, hogy minden traumatikus esemény a terhesség, csecsemő- és gyermekkorban  (beleértve de nem kizárólagosan a szülést), forrása lehet tudattalan döntéseknek és hiedelmeknek. Ezen gyakorlatok során a terápia a klienst visszavezetheti ezeknek az eseményeknek az újratapasztalásába és meggyógyíthatja az eseményekhez fűződő fájdalmat, negatív érzelmeket, amik lelkünkben és emlékezetünkben raktározódnak. Fontos, hogy az újjászületés e fajta megközelítése megcímez minden eseményt, amely formálja hitrendszerünket magunkról és a világról.
Az újjászületés légzésterápia tanítás állítása, hogy növelni tudja a kliens vagy szakember emberi potenciálját, belső békéjét és mentális tisztaságát. A terápiát elvégző könnyebben megküzd az élet kihívásaival. Azok akik az újjászületés légzésterápiát gyakorolják, nagyobb betekintést nyerhetnek emberi mivoltukról és létezésük céljáról.
Szakemberek szerint, az emberi légzés szinte univerzálisan nem megfelelő. Sok ember nagy mennyiségű érzelmeket, fizikai és mentális feszültséget nyom el és viszonylag magas szén-dioxid szintre van szükség a vérben ahhoz, hogy  ezek a feszültségek a felszín alatt maradjanak. Úgy vélik, hogy minden emberi betegségnek az elnyomott feszültség az oka. Az újjászületés légzésterápia méregteleníti a rendszert és felszabadítja az e fajta feszültségeket. Okozhat fiziológiai átalakulást addig a pontig, amikor a betegség megelőzése lehetővé válik.
Szakemberek szerint az újjászületés egy direkt, megismételhető, fizikai tapasztalatot biztosít az isteni szeretet megélésében a test pránával való táplálása által.
Az újjászületés légzésterápia filozófiája egy laza, intuitív keveréke a  metafizikának, gnoszticizmusnak, hinduizmusnak, buddhizmusnak és az eredeti keresztény tanításoknak (ez cáfolt). Orr és Sondra Ray korábbi írásaikban az immortalizmusba vetett hitüket is kifejezték.

## Újkori fejlesztések
A légzésterápia elvégzése Ritalin vagy egy lágyabb gyógynövény, brahmi fogyasztása (Latin: Bacopa monnieri, egy OTC gyógynövénykivonat, Ayurvédában használt, epilepszia kezelésére) a terápiát erőteljesebbé teszi, továbbá könnyíti a folyamatos légzést.

## Kritika
Miközben egyértelmű, hogy születés előtti események hatással lehetnek a későbbi fejlődésére és életére a gyermeknek fejlődési vagy hormonális tényezők által, és a szülésnek lehetnek fizikai komplikációi, kevés tudományos bizonyíték támasztja alá azt az állítást, hogy a születési folyamat, eredendően pszichológiailag traumatikus. A császármetszéssel világra jövő és a természetes módon világra jövő gyermekek között nem találtak statisztikailag szignifikáns összefüggéseket az összehasonlító tanulmányok.
Nem támasztja alá tudományos bizonyíték  a sejtmemória vagy egyéb „nem-agyi” memória létezését, mindezek ellenére a tanulmány indítványozói találtak olyan eseteket, amiket sok személy meggyőzőnek talált. Nincs tudományos bizonyíték arra, hogy a születési emlékek felidézhetőek. Tény, hogy a rendelkezésre álló kutatások azt bizonyítják, hogy az emberi agy egészen 2 éves korig képtelen tudatos emlékek megformálására. Erős a bizonyíték viszont arra, hogy hamis emlékek ültethetőek be az agyba, mint a hamis emlékezeti szindróma  (HESZ) esetén. Kevés konszenzus áll  fenn annak a helyzetnek a  bizonyítására , hogy egészséges emberek nem lélegeznek megfelelően és nincs bizonyíték arra , hogy az oxigén magas szinten tartása hatással van feszültségek elnyomására.
Jelenleg semmilyen jól kontrollált vizsgálat sem bizonyítja a technika hatékonyságát, de pszichoterápiás kutatások folynak University of Queensland School of Medicine épületében, újjászületés légzésterápia hatékonyságának érdekében depresszió és szorongás esetén. A megemelkedett széndioxid szint, ami nem megfelelő légzés eredménye összefüggésbe hozható a hypertenzióval és az emelkedett anxiety-vel, nem pedig csökkenő anxiety-vel, ellenben a hyperventilációval ami a pánik roham egyik tünete, tetanusznak vagy a pihenés hiányának.

## Más technikák „újjászületés” címszó alatt
Egyéb nagyrészt független technikák, amelyek az újjászületés nevet viselik a kompressziós terápia és a „holding-nurturing” folyamat. Kompressziós terápiával foglalkozó szakembereknél az „újjászületés” a megfelelő stratégiának számít kötődési zavarok esetén. Az „újjászületés” fogalma kedvezőtlen figyelemben részesült, amikor terapeutákat, akik a legtöbb szakember által ellenzett technikákat alkalmaztak, 16 év börtönbüntetésre ítélték miután egy „újjászületés” terápiás ülésen (amely egy 2 hetes intenzív kötődési folyamat része volt) egy 10 éves Colorado-i lányt fuldokoltattak. Számos technika mellett, az ülésen a lányt papírba csomagolták, felnőttek ráültek-így motiválva, hogy a lány „kiemelkedjen a méhből”.
Az újjászületés transzlégzés nem az a fajta újjászületés, amelyet kötődési terápiák során alkalmaznak. Candace törvényei betiltották ezt a technikát Colorado-ban.
Leonardo Orr szakemberei körében elterjedt az újjászületés előtag használata, az újjászületés transzlégzés megnevezésére, így elkülönítve magukat más terápiáktól.

## Fordítás
- Ez a szócikk részben vagy egészben  a   Rebirthing-breathwork című angol Wikipédia-szócikk fordításán alapul.  Az eredeti cikk szerkesztőit annak laptörténete sorolja fel. Ez a jelzés csupán a megfogalmazás eredetét és a szerzői jogokat jelzi, nem szolgál a cikkben szereplő információk forrásmegjelöléseként.

## Külső hivatkozások
- Geoffrey Smith's Breathwork article repository site Archiválva 2011. február 18-i dátummal a Wayback Machine-ben Hozzáférés: 2010. dec. 16.
- A Breath of Fresh Air site Hozzáférés: 2010. dec. 16.
- John Stamoulos Breathwork site Hozzáférés: 2010. dec. 16.
- Angelo Tsakalos Breathwork site Hozzáférés: 2010. dec. 16.
- Leonard Orr's website Hozzáférés: 2010. dec. 16.
- Matoula Piskopani's website Hozzáférés: 2010. dec. 16.
- Sondra Ray's website Hozzáférés: 2010. dec. 16.
- Grace Rosen's website  Hozzáférés: 2010. dec. 16.
- Rebirthing Hozzáférés: 2010. dec. 16.